# Franz Karl Felder
Franz Karl Felder (* 6. Oktober 1766 in Meersburg, Bodensee; † 1. Juni 1818 in Waltershofen (Kißlegg)) war ein katholischer Theologe, Autor und Herausgeber.

## Leben
Felder besuchte ab 1781 das Gymnasium und studierte anschließend von 1784 bis 1786 Philosophie im Kloster zu Salmansweil. Danach studierte er von Herbst 1786 bis 1789 Theologie in Dillingen, wo er am 24. August 1789 seine Priesterweihe erhielt.
Im Januar 1790 wurde er Kooperator an der Pfarrkirche in Meersburg und 1791 Repetent der Moraltheologie am dortigen Diöcesan-Seminar im Neuen Schloss. Im September 1794 trat er eine Stelle als Pfarrer in Waltershofen an. Am 12. Oktober 1805 wurde er zum Bischöflichen Geistlichen Rat ernannt. Im November 1805 übernahm er das Amt eines Bischöflichen Kommissars im Meersburger Seminar, kehrte aber schon im September 1806 wieder in seine Waltershofener Pfarrei zurück, die er bis zu seinem Tod behielt.
Als verantwortlicher Redakteur und Herausgeber seiner Zeitschriften erlaubte Felder den eigenen Mitarbeitern großen Spielraum in ihrer Ausrichtung zur damaligen rationalistischen Aufklärung. Er selbst aber ließ sich durch die neue Strömung nur bedingt beeinflussen.

## Werke
- Kleines Magazin für katholische Religionslehrer, Konstanz und Rottweil, 1806–1808: Dieses Magazin war 1800 von Lorenz Kappler gegründet worden und Felder war dessen Mitarbeiter, bevor er selbst Herausgeber des Magazins wurde
- Neues Magazin für katholische Religionslehrer, Schwäbisch Gmünd 1809–1811, Landshut 1812–1816
- Litteraturzeitung für katholische Religionslehrer, Landshut 1810–1818: Felder gab die von ihm begründete Literaturzeitung bis zu seinem Lebensende heraus; danach wurde sie unter wechselnden Titeln von Kaspar Anton Freiherr von Mastiaux, Friedrich von Kerz und Franz Anton von Besnard noch bis 1836 als angesehenes kritisches Organ fortgesetzt
- Felder’s Gelehrten-Lexikon der katholischen Geistlichkeit Deutschlands und der Schweiz, Band l, Landshut 1817: Ein zweiter Band dieses biografischen Quellenwerks mit einem weiteren Ergänzungsband wurde erst nach seinem Tod von Franz Joseph Waitzenegger herausgegeben (1820 und 1822)